# بيدرو أورتيغا
بيدرو أورتيغا (بالإسبانية: Pedro Ortega Silvera)‏ هو لاعب كرة قدم كولومبي، ولد في 2 فبراير 1982 في Baranoa ‏ في كولومبيا. لعب مع أتلتيكو جونيور.

## وصلات خارجية
- بيدرو أورتيغا على موقع قاعدة بيانات كرة القدم.إي يو (الإنجليزية)